# Hrvatski nogometni savez
Hrvatski nogometni savez (HNS) – ogólnokrajowy związek sportowy działający na terenie Chorwacji, posiadający osobowość prawną, będący jedynym prawnym reprezentantem chorwackiej piłki nożnej, zarówno mężczyzn, jak i kobiet, we wszystkich kategoriach wiekowych w kraju i za granicą. Siedziba związku mieści się w stolicy kraju, Zagrzebiu.
Od 1992 roku Chorwacja należy do FIFA, i od tego samego roku do UEFA. Związek należał do FIFA już od roku 1941, ale po II wojnie światowej Chorwacja została wchłonięta przez Jugosławię, tym samym związek chorwackiej piłki został również rozwiązany.
Związek organizuje także ligę piłkarską w kraju:
- pierwszą ligę
- drugą ligę
- trzecią ligę
- czwartą ligę

## Reprezentacja
Więcej czytaj na stronie Reprezentacja Chorwacji w piłce nożnej.
- Najwięcej meczów w kadrze – Dario Šimić (100)
- Najwięcej goli w kadrze – Davor Šuker (45)
- Bilans w finałach mistrzostw świata – 3 starty: 13 meczów (6-2-5), bramki 15-8 (stan na 1 sierpnia 2006)

## Sukcesy
- Reprezentacja A – brązowy medal MŚ (1998), ćwierćfinał Mistrzostw Europy
- Reprezentacja U-18 – Mistrzostwa Europy – brązowy medal 1998
- Reprezentacja U-16 – Mistrzostwa Europy – ćwierćfinał 1996 i 1998